# 치삼
치삼(Chisum)은 미국에서 제작된 앤드루 V. 매클래글렌 감독의 1970년 서부 영화이다. 존 웨인 등이 주연으로 출연하였다.

## 출연

### 주연
- 존 웨인
- 포레스트 터커
- 크리스토퍼 조지
- 벤 존슨

### 조연
- 글렌 콜베트
- 앤드루 프라인
- 브루스 가보
- 앤드루 프라인
- 브루스 가보
- 패트릭 노울즈